# 张金荣
张金荣（1997年3月24日—），中国女子曲棍球運動員，亦為中国国家女子曲棍球队成員。

## 簡歷
2014年8月，张金荣代表中国出戰中國南京舉行的青年奧林匹克運動會女子曲棍球比賽，協助中国队夺得金牌。
2016年，张金荣代表中国出戰巴西里约热内卢舉行的奥林匹克运动会女子曲棍球比賽。中国队最終排名小组第五位，无缘八强。